# Freddie Guest

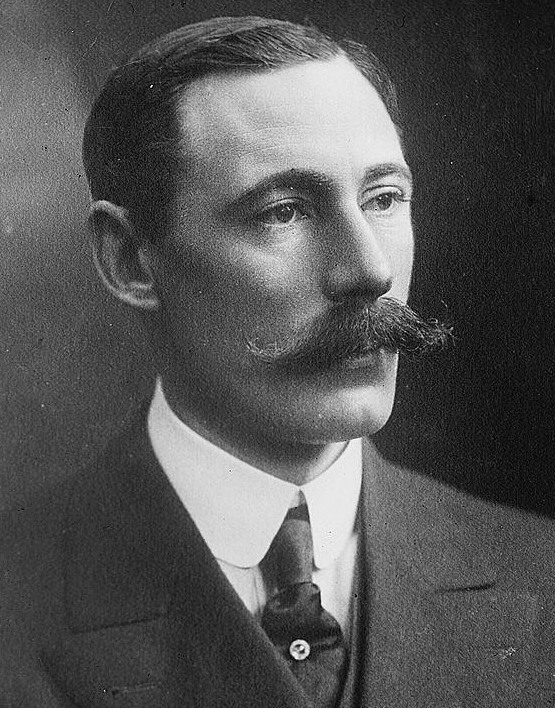
Frederick Edward Guest

Frederick Edward „Freddie“ Guest, CBE, DSO (* 14. Juni 1875 in London; † 28. April 1937 ebenda) war ein britischer Politiker. Er war von 1917 bis 1921 parlamentarischer Geschäftsführer der Regierung von Premierminister David Lloyd George. Des Weiteren war er von 1921 bis 1922 Secretary of State for Air. Im Jahr 1924 gewann er mit dem britischen Poloteam die Bronzemedaille bei den Olympischen Sommerspielen in Paris.

## Frühe Jahre
Frederick Edward Guest wurde als dritte Sohn von Ivor Guest, 1. Baron Wimborne und Lady Cornelia Spencer-Churchill in London geboren. Die Familie Guest hatte ihr Vermögen im 18. und 19. Jahrhundert in der Stahlindustrie gemacht und in den Adel eingeheiratet. Die Wimbornes gehörten zur konservativen Gesellschaft und waren mit Benjamin Disraeli befreundet. Guests Mutter war die älteste Tochter von John Spencer-Churchill, dem 7. Duke of Marlborough.
Guests vier Brüder waren ebenfalls politisch aktiv. Ivor war 2. Baron und 1. Viscount Wimborne sowie Junior Minister und Lord Lieutenant of Ireland. Henry und Oscar waren Abgeordnete im Britischen Unterhaus und Lionel war Mitglied des London County Council. Guests Schwester Frances Charlotte war mit Frederic Thesiger, dem 1. Viscount Chelmsford und Generalgouverneur und Vizekönig von Indien verheiratet.
Guest war ein Cousin des britischen Premierministers Winston Churchill, von Charles Spencer-Churchill, dem 9. Duke of Marlborough und von Henry Innes-Ker, dem 8. Duke of Roxburghe. Außerdem war er der Neffe der konservativen Politiker Lord Randolph Churchill, George Spencer-Churchill, 8. Duke of Marlborough und Anne Innes-Ker, Duchess of Roxburghe.

## Karriere

### Ausbildung und militärische Karriere
Nach seiner Ausbildung am Winchester College schlug Guest eine militärische Laufbahn ein. Er wurde als Second Lieutenant der Infanterie in das East Surrey Regiment beordert und am 7. April 1894 zum Lieutenant befördert. Am 15. Mai 1897 wurde Guest zum Offizier des 1st Regiment of Life Guards und am 23. November auch zum Lieutenant dieses Regiments befördert. 1899 wurde er nach Ägypten geschickt und war während der militärischen Operation, die zum Sturz des Kalifen Abdallahi ibn Muhammad führte, Teil des Camel Corps. Des Weiteren diente er von 1901 bis zum Ende der Kämpfe im Juni 1902 im Zweiten Burenkrieg in Südafrika. Zurück im Vereinigten Königreich nahm er seinen regulären Dienst im Regiment ab September 1902 wieder auf. Bevor er 1906 aus dem aktiven Dienst entlassen wurde, wurde er für seine Tapferkeit ausgezeichnet und zum Captain befördert.

### Politische Karriere
Während des Streits innerhalb der Conservative Party über den Protektionismus folgten Guest und andere Mitglieder seiner Familie seinem Cousin und engen Freund Winston Churchill zur Liberal Party, um den freien Handel zu unterstützen und vermutlich auch, um ihre politischen Karrieren zu beschleunigen. Im Jahr 1906 war Guest Junior Minister in der Regierung von Henry Campbell-Bannerman und wurde der Privatsekretär von Churchill. Er bewarb sich dreimal um einen Sitz im Unterhaus und wurde schließlich in der britischen Unterhauswahl im Januar 1910 für den Sitz von East Dorset gewählt. Zunächst erhielt er aufgrund von Unregelmäßigkeiten bei der Wahl keinen Sitz, wurde jedoch im Dezember 1910 erneut gewählt. Bekannt als „Freddie Guest“ wurde er ein beliebter Hinterbänkler. 1911 wurde er zum Whip der Liberal Party. Im gleichen Jahr wurde er Gründungsmitglied des The Other Club und 1912 zum Treasurer of the Household ernannt.
Mit Beginn des Ersten Weltkriegs im August 1914 kehrte er als Aide-de-camp des Kommandanten der British Expeditionary Force Feldmarschall Sir John French in den aktiven Dienst zurück. Guest führte geheime Missionen für French durch, bei denen er als Verbindungsoffizier zum War Office und zu politischen Führern fungierte. 1916 diente er im ostafrikanischen Kriegsgebiet und bekam den Distinguished Service Order verliehen. Nachdem er aufgrund einer ernsten Erkrankung aus dem Militärdienst entlassen worden war, nahm er seine politische Karriere wieder auf. Im Mai 1917 trat er der Regierungskoalition von Lloyd George als gemeinschaftlicher Parliamentary Secretary to the Treasury bei. Am 3. Dezember 1917 sandte Guest Loyd George ein vierzehnseitiges Memorandum, in dem er erklärte, dass – obwohl nur ein etwa ein Drittel der liberalen Parlamentsmitglieder Georges Vorgänger H. H. Asquith unterstützten – die Zeit, Asquith als Führer der Liberal Party abzulösen, noch nicht gekommen sei. Im Jahr 1920 wurde Guest in den Privy Council aufgenommen und durfte das Prädikat „The Right Honourable“ tragen. Im Jahr 1921 wurde er zum Secretary of State for Air ernannt. Diese Position behielt er bis zum Ende der Koalition im Jahr 1922. Bei der Wahl im November 1922 verlor Guest seinen Sitz, konnte ihn jedoch in den Jahren 1923 und 1924 zurückgewinnen. Nachdem er als Liberaler die Wahl von 1929 verloren hatte, trat er wieder der Conservative Party bei und gewann 1931 wieder einen Sitz, den er bis zu seinem Tod halten konnte.

### Polo
Guest nahm für das Vereinigte Königreich an den Olympischen Sommerspielen 1924 in Paris teil und gewann mit der britischen Polomannschaft bestehend aus Guest, Frederick W. Barrett, Denis Bingham und Percival Wise Bronze. Außerdem gehört er zu den Gewinnern der Roehampton Trophy. Des Weiteren verlieh er seine Pferde an das englische Poloteam für Spiele des Westchester Cup.

## Familie und Privatleben
Im Jahr 1905 heiratete Guest in der St George’s Hanover Square Church in London die Tochter des US-amerikanischen Industriellen Henry Phipps Jr. Amy. Amy war eine bekannte Suffragette sowie luftfahrtbegeistere Philanthropin und besaß Ländereien in Long Island. Das Paar besuchte die Vereinigten Staaten während der 1920er- und 1930er-Jahre regelmäßig. Gemeinsam hatte das Paar die Tochter Diana und die Söhne Winston Frederick Churchill und Raymond, die alle US-amerikanische Bürger waren.
Neben seiner politischen Karriere war Guest Rennfahrer und Pilot. Im Jahr 1930 wurde er stellvertretender Vorsitzender der Honourable Company of Air Pilots, deren Vorsitzender er im Jahr 1932 wurde. Des Weiteren spielte er Polo, war Großwildjäger in Ostafrika und ein in der Londoner und New-Yorker Gesellschaft bekannter Lebemann. Er besaß Häuser in Palm Beach und Roslyn und war Mitglied des Links Clubs of New York und des Piping Rock Club in Long Island. Außerdem war er mit dem Duke of Windsor, dem ehemaligen König Eduard VIII. befreundet.
Guest starb 1937 im Alter von 61 Jahren an Krebs.